# Arcidiocesi di Shenyang
L'arcidiocesi di Shenyang (in latino: Archidioecesis Fomtienensis) è una sede metropolitana della Chiesa cattolica in Cina. Nel 1950 contava 11.767 battezzati su 5.040.154 abitanti. La sede è vacante.

## Territorio
Per la Santa Sede l'arcidiocesi comprende parte della provincia cinese di Liaoning. Per le autorità governative cinesi invece essa estende la sua giurisdizione sull'intera provincia.
Sede arcivescovile è la città di Shenyang (chiamata in lingua mancese Mukden), dove si trova la cattedrale del Sacro Cuore di Gesù.

## Storia
Il vicariato apostolico di Liaotung fu eretto il 14 agosto 1838 con il breve Ex debito pastoralis di papa Gregorio XVI, ricavandone il territorio dalla diocesi di Pechino (oggi arcidiocesi). Esso comprendeva inizialmente tutti i territori a nord della grande muraglia cinese, ossia la Manciuria e la Mongolia (Interna ed Esterna), regioni che formavano, nella terminologia dell'epoca, la Tartaria. L'opera di evangelizzazione di questo immenso territorio fu affidato alla Società per le Missioni Estere di Parigi.
Due anni dopo, il 28 agosto 1840, le due regioni furono separate in due vicariati distinti: il vicariato apostolico della Mongolia (oggi diocesi di Chongli-Xiwanzi) ed il vicariato apostolico di Liaotung e Manciuria. Quest'ultimo comprendeva la Manciuria cinese, benché non fossero sempre chiari i confini tra questa circoscrizione ecclesiastica e quella vicina della Mongolia. Il vicario apostolico Verrolles dovette fare un viaggio in Europa per chiarire le delimitazioni della sua missione.
Il 10 maggio 1898 la Manciuria fu divisa in due vicariati apostolici, su richiesta di monsignor Laurent Guillon; il vicariato apostolico della Manciuria Settentrionale (oggi diocesi di Jilin) e la presente circoscrizione, che assunse il nome di vicariato apostolico della Manciuria Meridionale.
Il 3 dicembre 1924, in seguito a una decisione del sinodo dei vicari apostolici della Cina, il vicariato apostolico della Manciuria Meridionale mutò il proprio nome in vicariato apostolico di Moukden, nome mancese di Shenyang, in forza del decreto Vicarii et Praefecti della Congregazione di Propaganda Fide. La sede nota in precedenza con il nome di Fengtian.
Il 2 agosto 1929 e il 4 febbraio 1932 cedette porzioni del suo territorio a vantaggio dell'erezione delle prefetture apostoliche di Szepingkai (oggi diocesi di Siping) e di Fushun (oggi diocesi).
L'11 aprile 1946 il vicariato apostolico è stato elevato ad arcidiocesi metropolitana con la bolla Quotidie Nos di papa Pio XII.
Il 14 luglio 1949 l'arcidiocesi ha ceduto un'altra porzione di territorio a vantaggio dell'erezione della diocesi di Yingkou.
Nel 1981, con il ristabilimento della liceità dei culti in Cina, il governo cinese ha imposto l'unificazione delle diocesi di Fushun, di Jinzhou e di Yingkou con l'arcidiocesi di Shenyang, che al contempo avrebbe assunto il nuovo nome di arcidiocesi di Liaoning. Questi mutamenti non sono stati accettati dalla Santa Sede.
Gli ultimi due arcivescovi, benché facenti parte della Chiesa patriottica cinese, hanno voluto attendere il nulla osta della Santa Sede prima di accettare ufficialmente l'episcopato.

## Cronotassi dei vescovi
Si omettono i periodi di sede vacante non superiori ai 2 anni o non storicamente accertati.
- Emmanuel-Jean-François Verrolles, M.E.P. † (11 dicembre 1838 - 29 aprile 1878 deceduto)
- Constant Dubail, M.E.P. † (23 maggio 1879 - 7 dicembre 1887 deceduto)
- Louis-Hippolyte-Aristide Raguit, M.E.P. † (23 marzo 1888 - 17 maggio 1889 deceduto)
- Laurent Guillon, M.E.P. † (28 dicembre 1889 - 2 luglio 1900 deceduto)
- Marie-Félix Choulet, M.E.P. † (21 febbraio 1901 - 1º luglio 1920 dimesso)
- Jean-Marie-Michel Blois, M.E.P. † (19 dicembre 1921 - 18 maggio 1946 deceduto)
- Ignacius P'i-Shu-Shih † (26 luglio 1949 - 16 maggio 1978 deceduto)
  - Sede vacante
  - Paul Xu Zhen-jiang † (24 luglio 1981 consacrato - 22 giugno 1984 deceduto)
  - Lawrence Zhang Huai-liang † (16 ottobre 1988 consacrato - aprile 1989 deceduto)
  - Pius Jin Peixian † (21 maggio 1989 consacrato - 29 giugno 2008 ritirato)
  - Paul Pei Junmin, dal 29 giugno 2008

## Statistiche
L'arcidiocesi al termine dell'anno 1950 su una popolazione di 5.040.154 persone contava 11.767 battezzati, corrispondenti allo 0,2% del totale.
| anno | popolazione | popolazione | popolazione | presbiteri | presbiteri | presbiteri | presbiteri                | diaconi | religiosi | religiosi | parrocchie |
| anno | battezzati  | totale      | %           | numero     | secolari   | regolari   | battezzati per presbitero | diaconi | uomini    | donne     | parrocchie |
| ---- | ----------- | ----------- | ----------- | ---------- | ---------- | ---------- | ------------------------- | ------- | --------- | --------- | ---------- |
| 1950 | 11.767      | 5.040.154   | 0,2         | 33         | 33         |            | 356                       |         |           | 141       | 27         |

Secondo alcune fonti statistiche nel 2008 la comunità cattolica di Liaoning contava circa 110.000 battezzati, 80 preti e 180 religiose.